# Michel André Kervaire
Michel André Kervaire (Częstochowa, 26 aprile 1927 – Ginevra, 19 novembre 2007) è stato un matematico francese, che diede importanti contributi in algebra e in topologia.